# Layrac
Layrac is een gemeente in het Franse departement Lot-et-Garonne (regio Nouvelle-Aquitaine). De plaats maakt deel uit van het arrondissement Agen. Layrac telde op 1 januari 2022 3.913 inwoners.

## Geografie
De oppervlakte van Layrac bedroeg op 1 januari 2022 38,11 vierkante kilometer; de bevolkingsdichtheid was toen 102,7 inwoners per km². Layrac ligt op 10 kilometer ten zuiden van Agen, midden tussen Agen en Astaffort. Layrac wordt doorkruist door de Gers die later uitmondt in de Garonne.

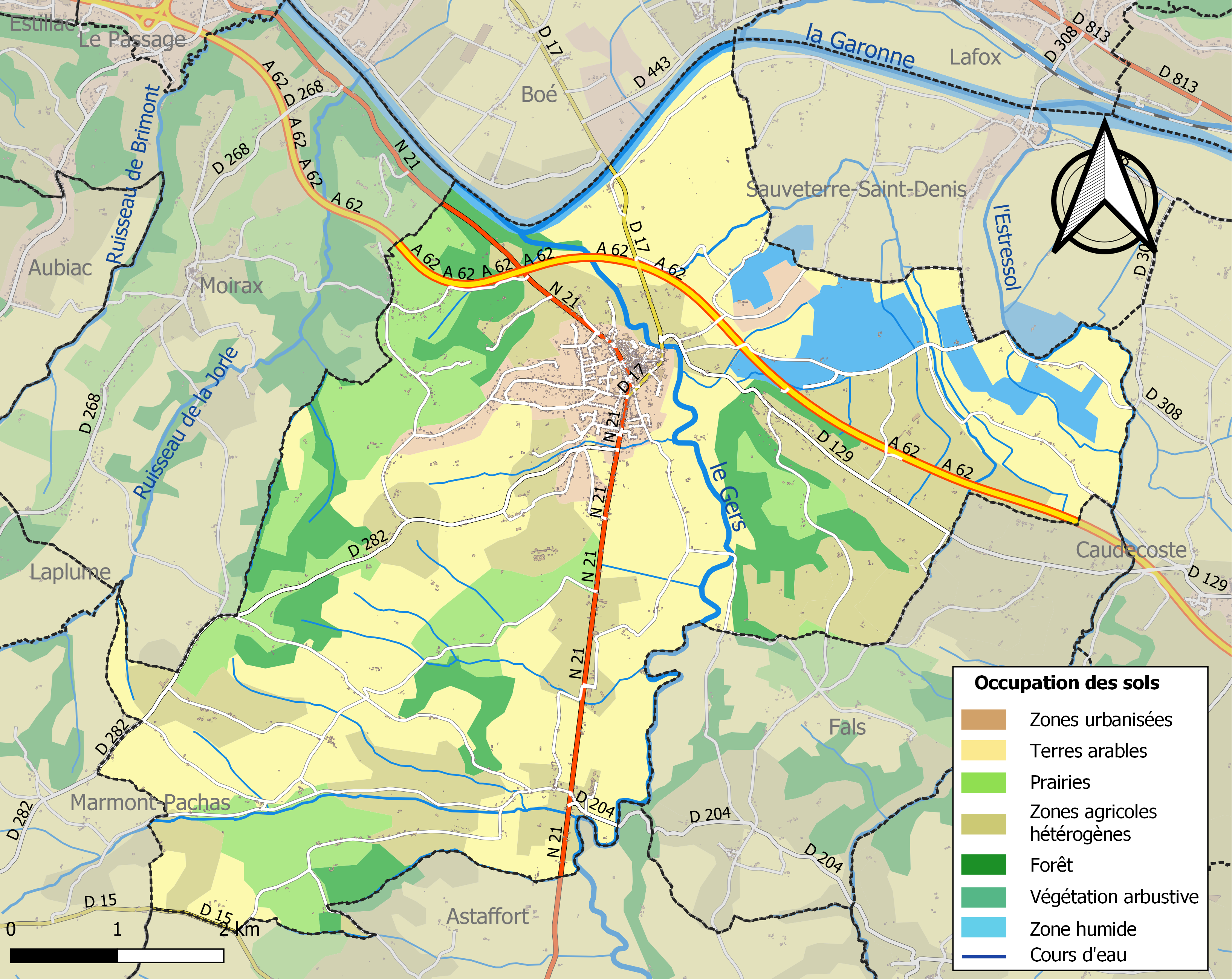
Kaart van de gemeente met de belangrijkste infrastructuur, bodemgebruik en omliggende gemeenten

## Demografie
Onderstaande figuur toont het verloop van het inwonertal (bron: INSEE-tellingen).